# Xã Henryville, Quận Renville, Minnesota
Xã Henryville (tiếng Anh: Henryville Township) là một xã thuộc quận Renville, tiểu bang Minnesota, Hoa Kỳ. Năm 2010, dân số của xã này là 208 người.